# Giętkojęzykowe
Giętkojęzykowe (Vermilingua) – podrząd lądowych ssaków łożyskowych z rzędu włochaczy i grupy szczerbaków. Obejmuje rodziny mrówkojadowatych i mrówkojadkowatych, licząc w sumie wedle starszych ujęć cztery, wedle nowszych 10 gatunków. Obejmuje zwierzęta żywiące się mrówkami i termitami, które wykształciły do tego liczne przystosowania. Większość żyje na drzewach, prócz naziemnego mrówkojada wielkiego. Zapis kopalny jest ubogi. Żyją w Ameryce od Meksyku do Argentyny.

## Budowa
Największy z giętkojęzykowych, mrówkojad wielki, może mieć do metra długości. Oba gatunki tamanduy osiągają połowę tej długości. Najmniejszy przedstawiciel podrzędu mrówkojadek mierzy zaledwie 20 cm.
Masa mrówkojada wielkiego osiąga od 16 do 23 kg, wedle innych źródeł nawet 30 kg. Tamanduy ważą około 5 kg, tamandua południowa od 3,8 do 8,5 kg. Mrówkojadek waży tylko od 155 do 275 g bądź około 300 g do nawet 400 g.
Czaszki giętkojęzykowych mają pewne charakterystyczne cechy. Zaliczają się do nich krzywizna osi podstawy czaszki i podstawy twarzy, redukcja szczękowego ograniczenia oczodołu, ułożenie tylno-przyśrodkowe trąbki Eustachiusza.
W budowie giętkojęzykowych uwidaczniają się liczne adaptacje do myrmekofagii, zwłaszcza w przypadku czaszki i kończyn, ale też i przewodu pokarmowego.
Giętkojęzykowe cechują się bardzo wydłużonym, okrągłym w przekroju, wąskim pyskiem. Mięśnie przywodziciele uległy redukcji, a spojenie żuchwy nie jest stałe. Nie mają zębów. W środku znajduje się jeszcze dłuższy wąski, lepki język o nierównej, pokrytej zadziorami powierzchni. Zwierzę potrafi szybko wysuwać go z pyska i wsuwać w szczeliny mrowiska czy termitiery. Powraca on do jamy gębowej oblepiony owadami. Na minutę może on powtórzyć taki cykl nawet 150 razy. Zdobycz ulega następnie roztarciu o podniebienie, po czym trafia do żołądka. Wraz z owadami mrówkojad połyka drobne kamyczki, które potem biorą udział w rozcieraniu pokarmu w żołądku. Panujące tam niskie pH zapewnia nie wydzielanie kwasu solnego przez gruczoły ściany żołądka, ale sama zdobycz zawierająca kwas mrówkowy.
Silne przednie kończyny mają duże pazury, dzięki którym ich posiadacze rozkopują termitiery czy mrowiska w poszukiwaniu pokarmu. Adaptacja taka ma swoje wady, jako że wydłużone pazury nie ułatwiają poruszania się, zmuszając zwierzęta do chodzenia na bocznych powierzchniach rąk bądź na knykciach, kiedy to pazury zwijają się do środka dzięki dodatkowemu stawowi.
Ogon giętkojęzykowych osiąga długość równą długości głowy i tułowia. W przypadku gatunków żyjących na drzewach jest on czepny.

## Systematyka

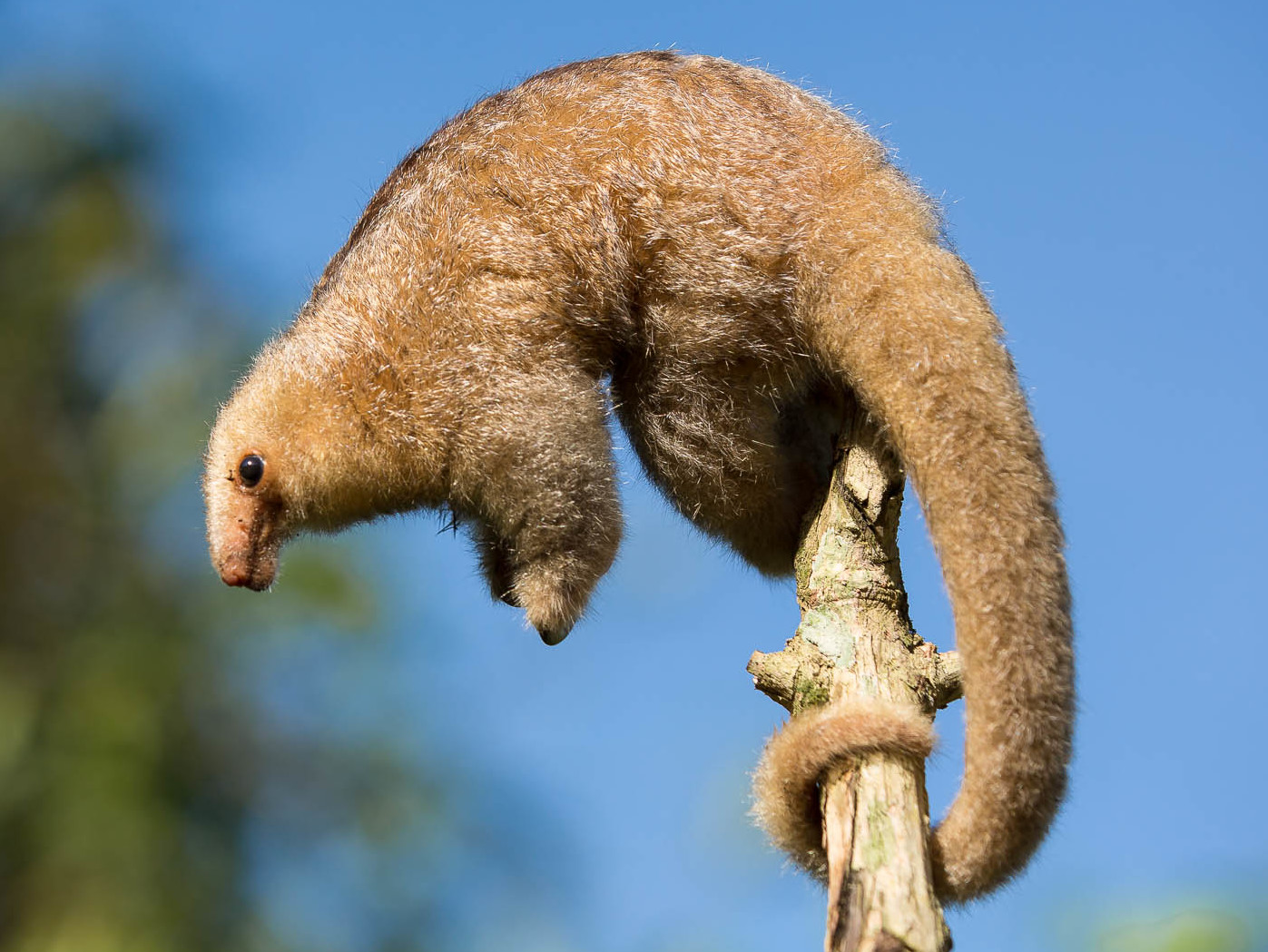
Mrówkojadek, zdjęcie zrobione w 2013 i opisane jako mrówkojadek jedwabisty

Z uwagi na podobieństwa do innych mrówkożernych ssaków, takich jak pangoliny czy mrównik, mrówkojady łączono z nimi w przeszłości w jedną grupę. Ten oparty na analogiach sposób klasyfikowania nie utrzymał się.
Giętkojęzykowe stanowią podrząd w obrębie rzędu włochaczy (Pilosa). Drugim podrzędem tego rzędu są liściożery obejmujące dzisiejsze leniwcowate i leniuchowcowate. Rząd włochaczy wraz z rzędem pancernikowców tworzy nadrząd szczerbaków (Xenarthra), pochodzący z Ameryki Południowej. Monofiletyzm szczerbaków potwierdziły liczne badania. Miejsce samych szczerbaków na drzewie rodowym ssaków nie zostało jednakże ustalone jednoznacznie. Istnieją różne hipotezy umiejscawiające je w różnych miejscach.
- Wedle hipotezy Atlantogenata szczerbaki tworzą klad Atlantogenata z grupą afroterów[17] (afrotery obejmują afrosorkowce[18], ryjkonosowe[19], rurkozębne[20], góralkowce[21], trąbowce[22] i brzegowce[23]). Pozostałe ssaki łożyskowe należą do Boreoeutheria[17]. Hipotezę tę wspierają badania genetyczne. Badania metodą zegara molekularnego wskazują czas rozejścia się szczerbaków i afroterów na około 103 miliony lat temu (przedział 93–114 milionów lat)[24].
- Hipoteza Exafroplacentalia wiąże szczerbaki nie z afroterami, w których widzi najbardziej bazalną grupę łożyskowców, ale z Boreoeutheria, dzielonymi na  Laurasiatheria[16] (Eulipotyphla, nietoperze, kopytne i Ferae[25]) i Euarchontoglires[16] (siekaczowce, naczelne, łuskowce i Dermoptera[25]). Klad tworzony przez szczerbaki i Boreoeutheria nosi nazwę Exafroplanetalia bądź Notolegia[16].
- W końcu hipoteza Epitheria dzieli łożyskowce na dwa klady, z których jednym są szczerbaki. Wszystkie pozostałe łożyskowce zalicza natomiast do drugiego, nazwanego Epitheria, dzielonego dalej na afrotery i Boreoeutheria[16].

W przeszłości wszystkie gatunki zaliczano do pojedynczej rodziny mrówkojadowatych. Jednakże badania genetyczne 12S mtDNA ujawniły zjawisko przyciągania długich gałęzi, wskazując na odrębność mrówkojadka. Wydzielono go więc do odrębnej rodziny.
Do podrzędu należą następujące rodziny:
- Myrmecophagidae J.E. Gray, 1825 – mrówkojadowate,
- Cyclopedidae Pocock, 1924 – mrówkojadkowate.

W starszych źródłach mogą one figurować jako podrodziny.
Tradycyjnie do rodziny mrówkojadowatych zaliczano 3 gatunki, do których należą mrówkojad wielki, tamandua północna i tamandua południowa, podczas gdy do rodziny mrówkojadkowatych zaliczano pojedynczy gatunek zwany mrówkojadkiem jedwabistym o ośmiu podgatunkach. Kolejne badania autorstwa Miranda et al. (2018) zmieniły tę sytuację. Pozostawiając 3 gatunki mrówkojadowatych, opisano 6 nowych gatunków mrówkojadkowatych. Połowa z nich była uprzednio podgatunkami mrówkojadka jedwabistego podniesionymi do rangi gatunku. Są to Cyclopes dorsalis, Cyclopes catellus i Cyclopes ida. Wspomniani autorzy opisali też 3 zupełnie nowe gatunki: Cyclopes rufus, Cyclopes thomasi, Cyclopes xinguensis. W efekcie obecnie do podrzędu zalicza się 10 gatunków.
Zapis kopalny tej grupy jest ubogi. Pierwsze skamieniałości pochodzą z wczesnego miocenu z Patagonii, nie zostały formalnie opisane. Jako że najstarszy przedstawiciel pokrewnej linii liściożerów pochodził z eocenu, giętkojęzykowe musiały powstać jeszcze wcześniej, nie pozostawiając śladów w zapisie kopalnym.
Obejmuje on natomiast dwa pewne rodzaje: Protamandua z wczesnego miocenu i Palaeomyrmidon z późnego miocenu-pliocenu. Liczni autorzy wskazują też plioceński rodzaj Neotamandua, widząc w nim grupę siostrzaną rodzaju mrówkojad i zaliczając 5 gatunków, pojedyncza praca zalicza go do rodzaju mrówkojad. Jest to jedyny kopalny rodzaj z północnej Ameryki Południowej.
Badania Casali et al. uwzględniające zarówno cechy molekularne, jak i anatomiczne, zaowocowały następującym kladogramem (uproszczono):
|  | Dasypus    |
|  |            |
|  | Euphractus |
|  |            |

|  | Bradypus  |
|  |           |
|  | Choloepus |
|  |           |

|  | Palaeomyrmidon                                                                              |
|  |                                                                                             |
|  | \| \| Cyclopes rufus \| \| \| \| \| \| Cyclopes didactylus, Cyclopes xinguensis \| \| \| \| |
|  |                                                                                             |
|  | Cyclopes rufus                                                                              |
|  |                                                                                             |
|  | Cyclopes didactylus, Cyclopes xinguensis                                                    |
|  |                                                                                             |

|  | Cyclopes rufus                           |
|  |                                          |
|  | Cyclopes didactylus, Cyclopes xinguensis |
|  |                                          |

|  | Protamandua |
|  | |
|  | \| \| Tamandua mexicana, Tamandua tetradactyla \| \| \| \| \| \| Neotamandua, Myrmecophaga tridactyla \| \| \| \| |
|  | |
|  | Tamandua mexicana, Tamandua tetradactyla                                                                          |
|  | |
|  | Neotamandua, Myrmecophaga tridactyla                                                                              |
|  | |

|  | Tamandua mexicana, Tamandua tetradactyla |
|  |                                          |
|  | Neotamandua, Myrmecophaga tridactyla     |
|  |                                          |

|  | Palaeomyrmidon                                                                              |
|  |                                                                                             |
|  | \| \| Cyclopes rufus \| \| \| \| \| \| Cyclopes didactylus, Cyclopes xinguensis \| \| \| \| |
|  |                                                                                             |
|  | Cyclopes rufus                                                                              |
|  |                                                                                             |
|  | Cyclopes didactylus, Cyclopes xinguensis                                                    |
|  |                                                                                             |

|  | Cyclopes rufus                           |
|  |                                          |
|  | Cyclopes didactylus, Cyclopes xinguensis |
|  |                                          |

|  | Protamandua |
|  | |
|  | \| \| Tamandua mexicana, Tamandua tetradactyla \| \| \| \| \| \| Neotamandua, Myrmecophaga tridactyla \| \| \| \| |
|  | |
|  | Tamandua mexicana, Tamandua tetradactyla                                                                          |
|  | |
|  | Neotamandua, Myrmecophaga tridactyla                                                                              |
|  | |

|  | Tamandua mexicana, Tamandua tetradactyla |
|  |                                          |
|  | Neotamandua, Myrmecophaga tridactyla     |
|  |                                          |

|  | Bradypus  |
|  |           |
|  | Choloepus |
|  |           |

|  | Palaeomyrmidon                                                                              |
|  |                                                                                             |
|  | \| \| Cyclopes rufus \| \| \| \| \| \| Cyclopes didactylus, Cyclopes xinguensis \| \| \| \| |
|  |                                                                                             |
|  | Cyclopes rufus                                                                              |
|  |                                                                                             |
|  | Cyclopes didactylus, Cyclopes xinguensis                                                    |
|  |                                                                                             |

|  | Cyclopes rufus                           |
|  |                                          |
|  | Cyclopes didactylus, Cyclopes xinguensis |
|  |                                          |

|  | Protamandua |
|  | |
|  | \| \| Tamandua mexicana, Tamandua tetradactyla \| \| \| \| \| \| Neotamandua, Myrmecophaga tridactyla \| \| \| \| |
|  | |
|  | Tamandua mexicana, Tamandua tetradactyla                                                                          |
|  | |
|  | Neotamandua, Myrmecophaga tridactyla                                                                              |
|  | |

|  | Tamandua mexicana, Tamandua tetradactyla |
|  |                                          |
|  | Neotamandua, Myrmecophaga tridactyla     |
|  |                                          |

|  | Palaeomyrmidon                                                                              |
|  |                                                                                             |
|  | \| \| Cyclopes rufus \| \| \| \| \| \| Cyclopes didactylus, Cyclopes xinguensis \| \| \| \| |
|  |                                                                                             |
|  | Cyclopes rufus                                                                              |
|  |                                                                                             |
|  | Cyclopes didactylus, Cyclopes xinguensis                                                    |
|  |                                                                                             |

|  | Cyclopes rufus                           |
|  |                                          |
|  | Cyclopes didactylus, Cyclopes xinguensis |
|  |                                          |

|  | Protamandua |
|  | |
|  | \| \| Tamandua mexicana, Tamandua tetradactyla \| \| \| \| \| \| Neotamandua, Myrmecophaga tridactyla \| \| \| \| |
|  | |
|  | Tamandua mexicana, Tamandua tetradactyla                                                                          |
|  | |
|  | Neotamandua, Myrmecophaga tridactyla                                                                              |
|  | |

|  | Tamandua mexicana, Tamandua tetradactyla |
|  |                                          |
|  | Neotamandua, Myrmecophaga tridactyla     |
|  |                                          |

## Rozmieszczenie geograficzne
Podrząd obejmuje gatunki występujące w Ameryce. Mrówkojad wielki ma szeroki zasięg występowania, obejmujący Argentynę, Paragwaj, Boliwię, Ekwador, Peru, Brazylię, Gujanę Francuską, Surinam, Gujanę, Wenezuelę, Kolumbię, Panamę, Kostarykę, Nikaraguę i Honduras. Wymarł w Urugwaju, Belize, Salwadorze oraz na niektórych obszarach Brazylii i Argentyny. Tamandua południowa zamieszkuje Argentynę, Urugwaj, Paragwaj, Boliwię, Ekwador, Peru, Brazylię, Gujanę Francuską, Surinam, Gujanę, Wenezuelę, Kolumbię, Trynidad i Tobago. Sięga wysokości 2000 m nad poziomem morza na wschodnich stokach Andów. Tamandua północna zasiedla Meksyk, Belize, Salwador, Gwatemalę, Honduras, Nikaraguę, Kostarykę, Panamę, Kolumbię, Wenezuelę, Ekwador i Peru. Osiąga wysokość do 2000 m n.p.m. Mrówkojadek zamieszkuje państwa takie jak Meksyk, Belize, Trynidad i Tobago, Honduras, Nikaragua, Kostaryka, Panama, Peru, Boliwia, Ekwador, Wenezuela Gujana, Surinam, Gujana Francuska i Brazylia. Dochodzi do 1500 m.
Zwierzęta te zamieszkują tropiki. Giętkojęzykowe nadrzewne żyją w lasach deszczowych, nizinnych lasach wtórnych i zadrzewieniach, ale też na sawannie (obie tamanduy) i w formacjach zaroślowych (tamandua południowa). Mrówkojadek nie opuszcza lasów. Mrówkojad wielki żyje natomiast na terenach otwartych, porosłych roślinnością trawiastą, ale także w zaroślach i lasach.

## Ekologia
Giętkojęzykowe wyspecjalizowały się w odżywianiu. Ich pokarm ogranicza się do mrówkowatych i termitów (bądź też stanowią one zdecydowaną jego większość, przynajmniej 90%). Różne gatunki preferują różną zdobycz, co redukuje konkurencję, umożliwiając sympatryczność. Napadają na mrowiska zarówno naziemne, jak i nadrzewne, wykrywając je za pomocą dobrze rozwiniętego węchu. Rozkopują je i wkładają w szczeliny długi, lepki język, po czym wyjadają obsiadające go mrówki czy termity. Są wydajne w zdobywaniu i pożeraniu pokarmu. Tamanduy potrafią spożyć jednego dnia 10 000 osobników.
Obie tamanduy i mrówkojadek wiodą nadrzewny tryb życia, podczas gdy mrówkojad wielki spędza swe życie na ziemi. Gatunki nadrzewne polują także na nadrzewne gatunki mrówek. Ssaki te mają boczne palce skierowane ku środkowi, co ułatwia im przytrzymywanie się gałęzi, po których poruszają się na czterech kończynach (podobnie jak wiewiórki), wykorzystując też jednak chwytny ogon.
Areał mrówkojada wielkiego zależy od zagęszczenia mrowisk. W razie ich obfitości wystarczy mu 0,5 km², w razie niedoboru pokarmu zajmuje on 5–7 razy większy obszar.

## Rozmnażanie
U giętkojęzykowych występuje opóźniona implantacja skutkująca ciążą przedłużoną, wobec czego po pół roku rodzi się pojedyncze młode. Przypomina ono osobnika dorosłego. Matka opiekuje się nim przez następne pół roku, karmiąc go swym mlekiem. Nie pozostawia go jednak w norze, której w przeciwieństwie do pancernikowców giętkojęzykowe nie kopią, tylko w dziupli, bądź pomiędzy gęstymi gałęziami drzew w przypadku gatunków nadrzewnych, bądź też w ogóle nie zostawia potomka bez opieki, nosząc go na swym grzbiecie, jak to czyni mrówkojad wielki.

## Status
Gatunkom giętkojęzykowych przypisuje się następujący status:
- gatunki narażone na wyginięcie: mrówkojad wielki[7],
- gatunki najmniejszej troski: tamandua południowa, tamandua północna, mrówkojadek jedwabisty[7]. IUCN zalicza jeszcze do tego ostatniego większość nowo wyróżnionych gatunków, nie podając dlań odrębnych statusów[34].

Liczebność mrówkojada wielkiego spada. W przypadku tamanduy północnej ani południowej nie ma takich informacji, podobnie jak w przypadku mrówkojadka. Zagrożenia obejmują: polowania, rolnictwo, wypadki drogowe, pożary lasów i plantacje drzew.